# 隆盖纳
隆盖纳（義大利語：Longhena），是意大利布雷西亚省的一个市镇。总面积3.35平方公里，人口619人，人口密度184.8人/平方公里（2009年）。国家统计（ISTAT）代码为017093。